# Латиноамериканцы
Латиноамерика́нцы (исп. Latinoamericanos, порт. Latino-americanos, фр. Latino-américains, англ. Latin Americans) — обобщённое название испано- и португалоязычных народов, населяющих территорию современной Латинской Америки и широко представленных также в США, Испании, Канаде, Португалии, Италии, Великобритании и других государствах и странах вследствие экономической и политической эмиграции.
По причине того что французский язык также является романским, к латиноамериканцам причисляют и франкоязычные народы Карибского бассейна (гаитийцы, гвианцы, мартиникцы, гваделупцы, по происхождению также доминикцы и гренадцы), хотя проживающих в Северной Америке франкоканадцев, каджунов или италоамериканцев к латиноамериканцам обычно не относят.

## История
Объединяет всех латиноамериканцев в первую очередь их историческое происхождение. Формирование латиноамериканских народов началось в период великих географических открытий в Западном Полушарии и развития двух ранних европейских колониальных империй — испанской и португальской, в меньшей степени также и французской. Определяющим стал период между XVI и XVIII веками, когда европейские конкистадоры покорили значительные территории Южной Америки и вступили в интенсивные контакты с местным автохтонным населением. К началу XVII века в Америку эмигрировало до 200 тысяч испанцев, а до 1650 года из Испании уехало до 440 тысяч человек. К 1650 году в Бразилию приехало около 70 тыс. португальцев и было ввезено 300 тыс. негров.

## Этногенез
Доминирующую, хотя далеко не единственную роль в процессе этногенеза латиноамериканских народов сыграли романоязычные народы так называемой Старой Романии и/или Латинской Европы, поэтому современные латиноамериканцы именуются неороманскими народами, а их ареал проживания — неороманским (Новая Романия). Они считают родным или же хорошо разговаривают на романских языках, которые произошли от латыни (откуда и название). Исключение составляет лишь некоторая часть латиноамериканцев США, уроженцев этой страны, которые, сохраняя латиноамериканскую культуру и самосознание, перешли на английский язык или же полностью американизировались. Другой отличительной чертой является приверженность большинства латиноамериканцев к католичеству, хотя в последнее время увеличилось количество атеистов, последователей протестантских церквей, других религий и различных сект. Выделяет латиноамериканцев также и их концентрация в регионах с жарким экваториальным, тропическим и субтропическим климатом.

## Расовое разнообразие
В отличие от североамериканских колоний Великобритании, где автохтонное индейское население подверглось почти поголовному геноциду, в испанских и португальских колониях места массовой концентрации автохтонного населения (Мексика, Перу) стали одновременно и центрами испанской культуры, положив начало процессу расово-культурного смешения. Поэтому современные латиноамериканцы отличаются своеобразным расово-генетическим составом с преобладанием людей смешанного происхождения с самыми разными комбинациями европейских, африканских и индейских генов. В начале XVI века, помимо испанских и португальских мужчин-идальго сюда стали прибывать и сосланные из Испании цыгане, евреи, арабы-мориски, затем были привезены негры-рабы из Африки; позднее появились и европейские колонисты из других, преимущественно католических стран (французы, особенно многочисленные итальянцы, немцы, хорваты и др.), вновь усилился приток переселенцев из Испании и Португалии (конец XIX — начало XX вв.)
Поэтому ныне расово-генетический состав значительно варьирует по странам. Так, условно обозначенные белые латиноамериканцы составляют большинство населения (свыше 80 %) в Аргентине и Уругвае, а также в Чили, но только около половины населения Бразилии (53,7 %), Колумбии и менее 10 % населения Мексики. В Мексике и Чили ⅔ населения составляют метисы: в Чили с большей примесью европейской, в Мексике — с индейской кровью, хотя пропорции сильно варьируют по городам и провинциям внутри каждой страны. К примеру, у среднестатистического мексиканца 58 % генов европейские (в основном испанские), 39 % — индейские и около 3 % — африканские. Более того, в отличие от США, расовые категории гибки и прозрачны, один и тот же человек может относить себя к нескольким категориям и переходить из одной в другую на протяжении своей жизни в зависимости от своего социального статуса, образования, круга общения и т. д. Так значительная часть условно белого населения Аргентины имеет существенную примесь индейской (около ⅓) и даже африканской крови. То же самое относится и к условно белым бразильцам. Хотя открытого институционального расизма и сегрегации в латиноамериканских странах никогда не было, более европейские (светлые) черты воспринимаются как более желательные по сравнению с индейскими и африканскими.
С другой стороны мулаты и негры составляют около 80 % населения Доминиканской республики, и около 40 % населения Бразилии. В Боливии и Перу, Гватемале и Южной Мексике до сих пор абсолютно преобладают автохтонные индейцы, значительная часть которых, однако, уже приняла католичество и перешла на испанский язык.

## Численность
Общая численность латиноамериканцев — около 600 миллионов человек. Крупнейшие латиноамериканские народы: бразильцы — около 190 млн чел (2008 г., оценка) и мексиканцы — около 150 млн чел. (2008 г., оценка). За ними следуют колумбийцы (45 млн) и аргентинцы (40 млн). Особо выделяется крупная эмигрантская группа латиноамериканцев США, составляющая свыше 15 % населения страны или 45 млн человек (2007).

## Культура

### Религия
В большинстве своём верующие латиноамериканцы являются католиками. Небольшая часть является протестантами.